# Statek broumovského typu

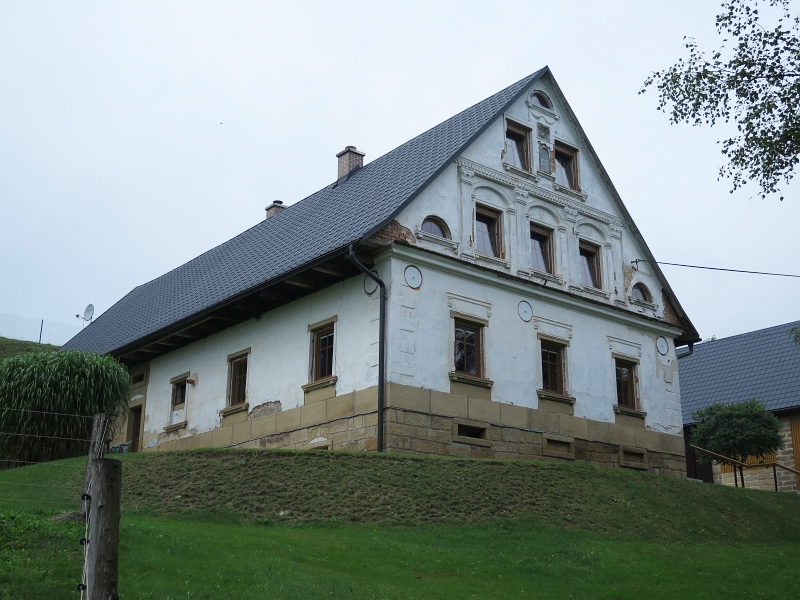
Suchý Důl, usedlost čp. 3

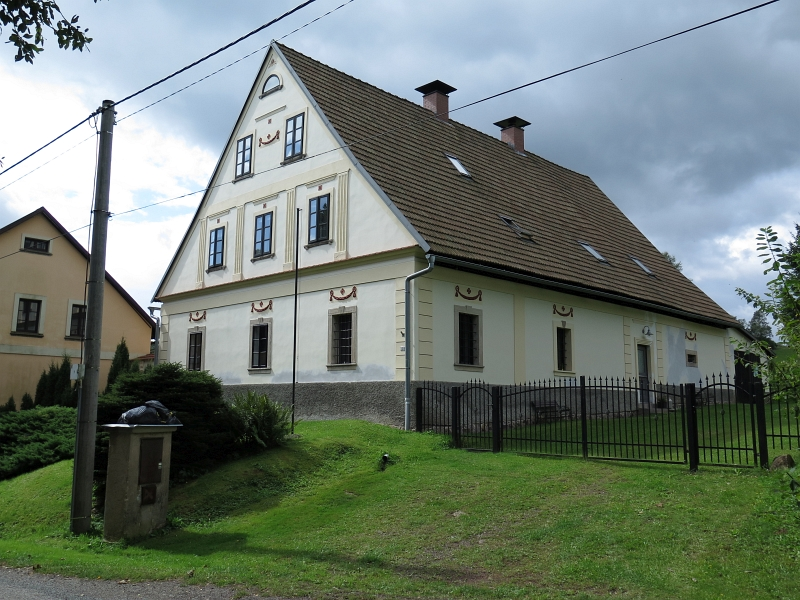
Šonov, usedlost čp. 158

Statek broumovského typu, klasicistní statek broumovského typu nebo broumovský klasicistní statek je typ budovy statku ve stylu klasicismu, který vznikl ve druhé polovině 19. století a je charakteristický pro Broumovsko.
Broumovsko bylo osídlené Němci, kteří zakládali dvorce či statky tzv. franckého typu. Domy byly roubené nebo hrázděné. Jediným takovým dochovaným domem v oblasti je Umlaufův statek v Adršpachu z 2. poloviny 17. století. V 19. století byla díky lepší ekonomické situaci a také zákazu celodřevěných domů většina domů na venkově nahrazena zděnými a pod vlivem klasicistní přestavby města Broumova se zde vytvořil unikátní typ klasicistního statku.
Typické pro tyto domy jsou monumentální, bohatě zdobené štíty, orientované do silnice; v těchto štítech se též nacházejí pamětní desky připomínající založení statku či reliéfy svatých. Ve štítech jsou niky se sochami, reliéfy iónských a toskánských sloupů apod. V podobném duchu jsou stylizovány i psí boudy. Po stranách vstupních portálů mohou být umístěna vytesaná pískovcová sedátka. Omítky mají tradičně žlutou a bílou barvu.
Dnes je řada statků ve špatném stavu.

## Galerie

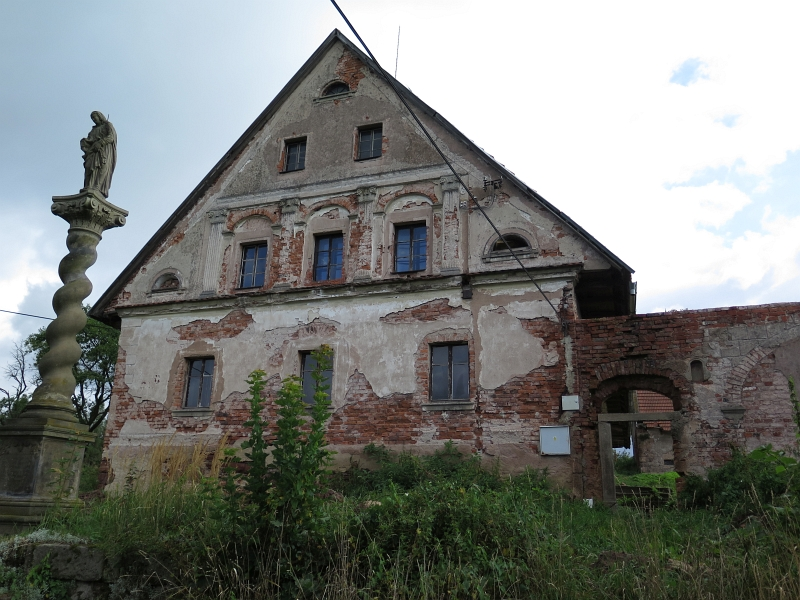
Hejtmánkovice, čp. 113
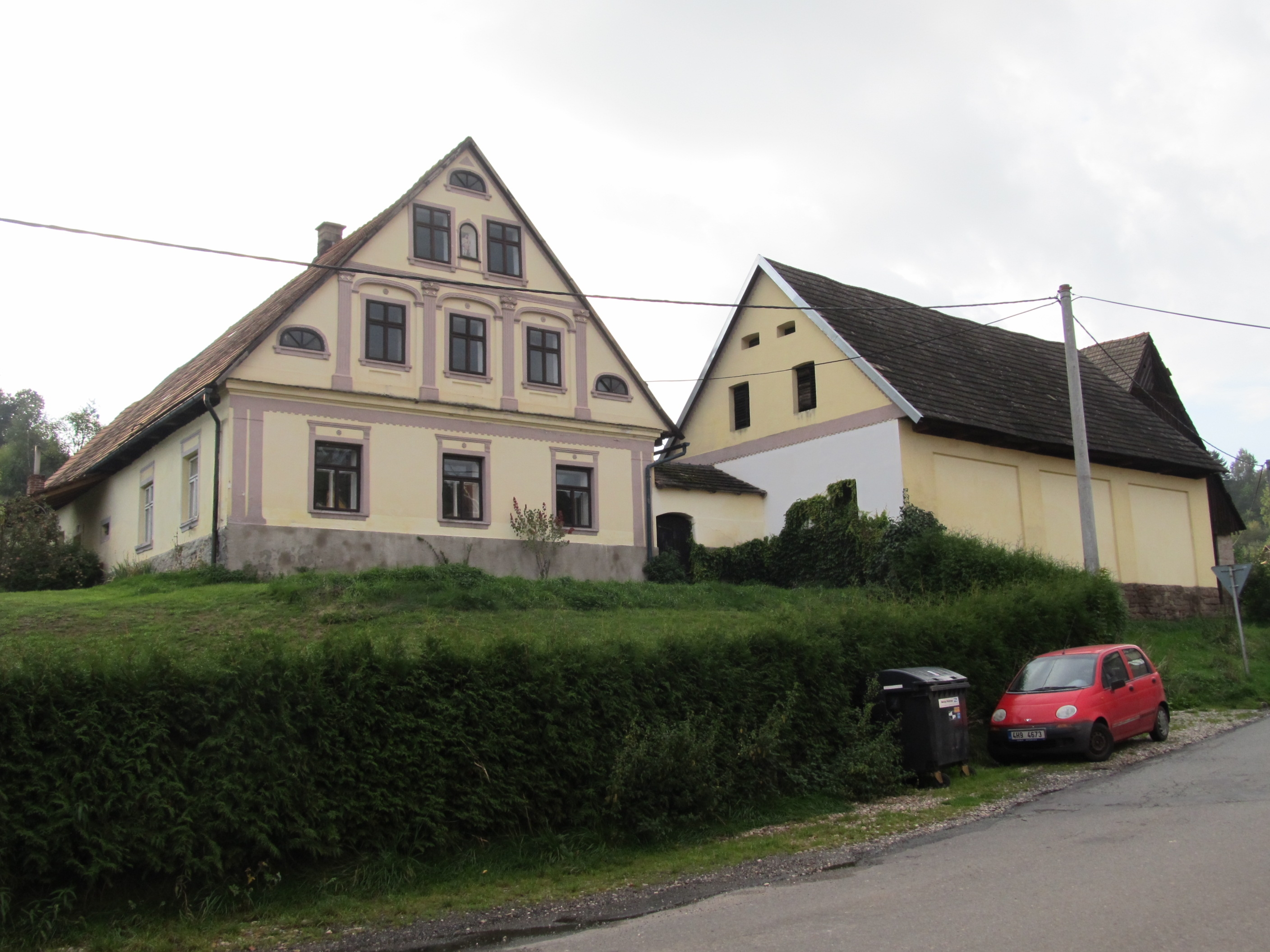
Velký Dřevíč, čp. 42
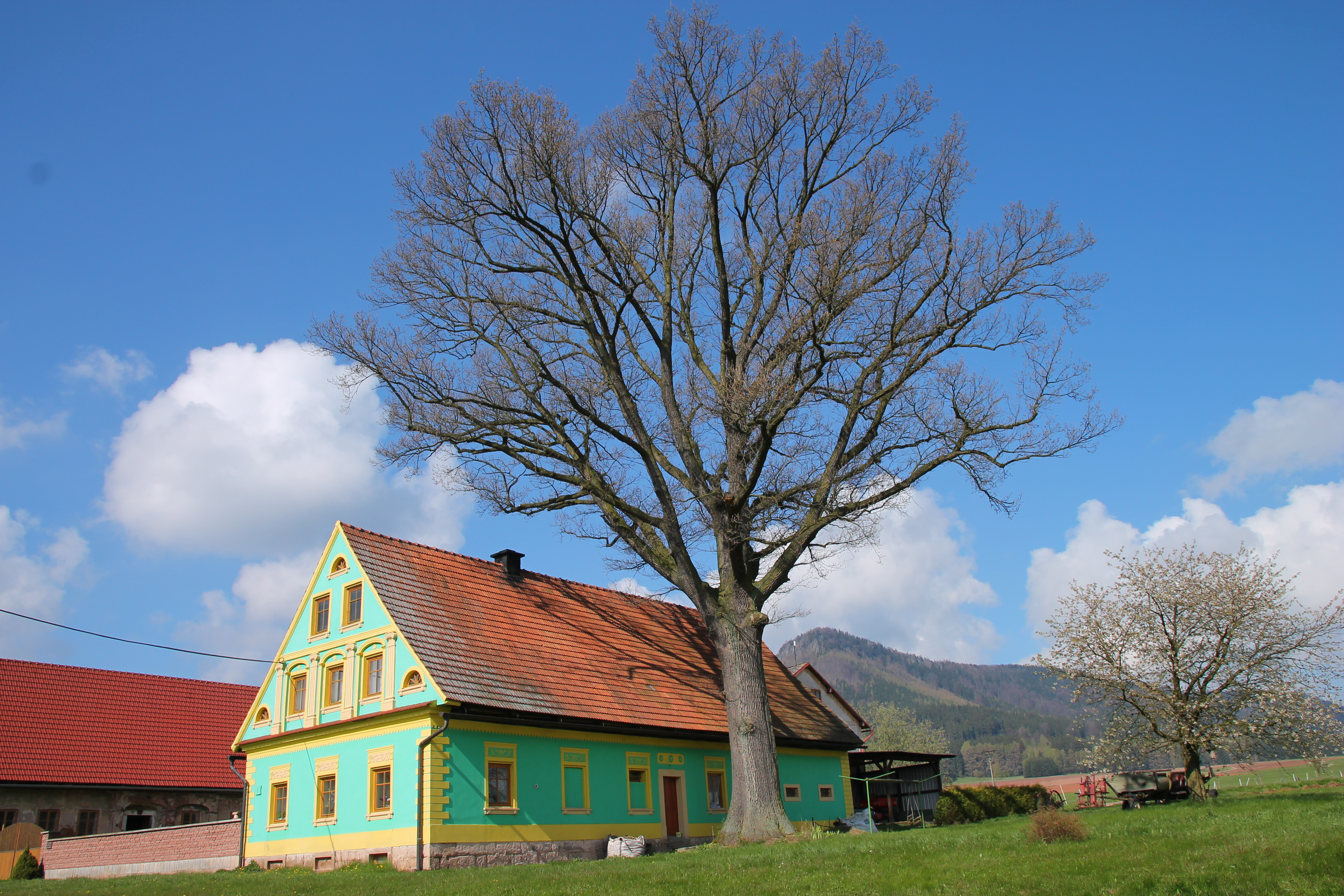
Opravený statek v Božanově
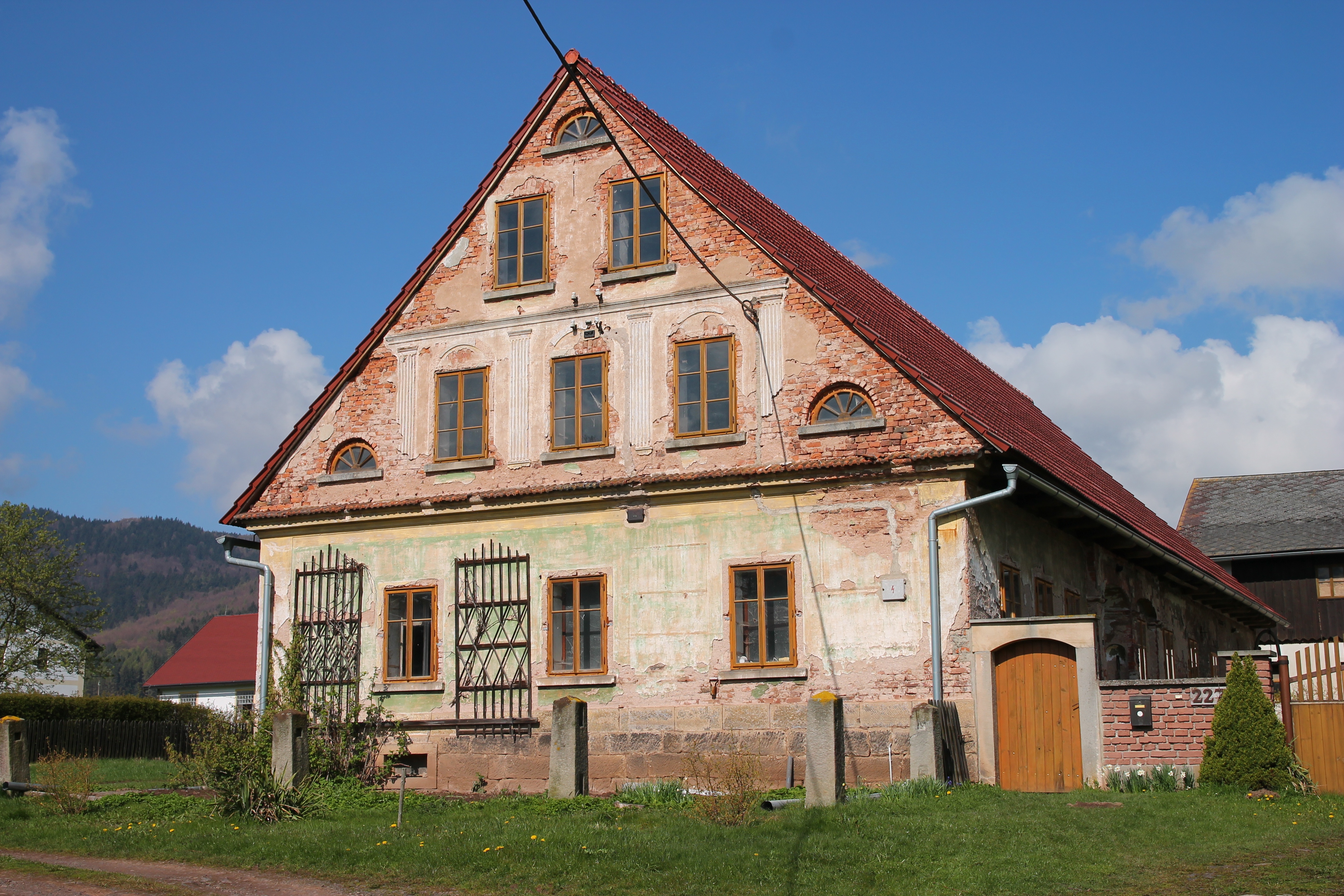
Oprýskaný statek v Božanově
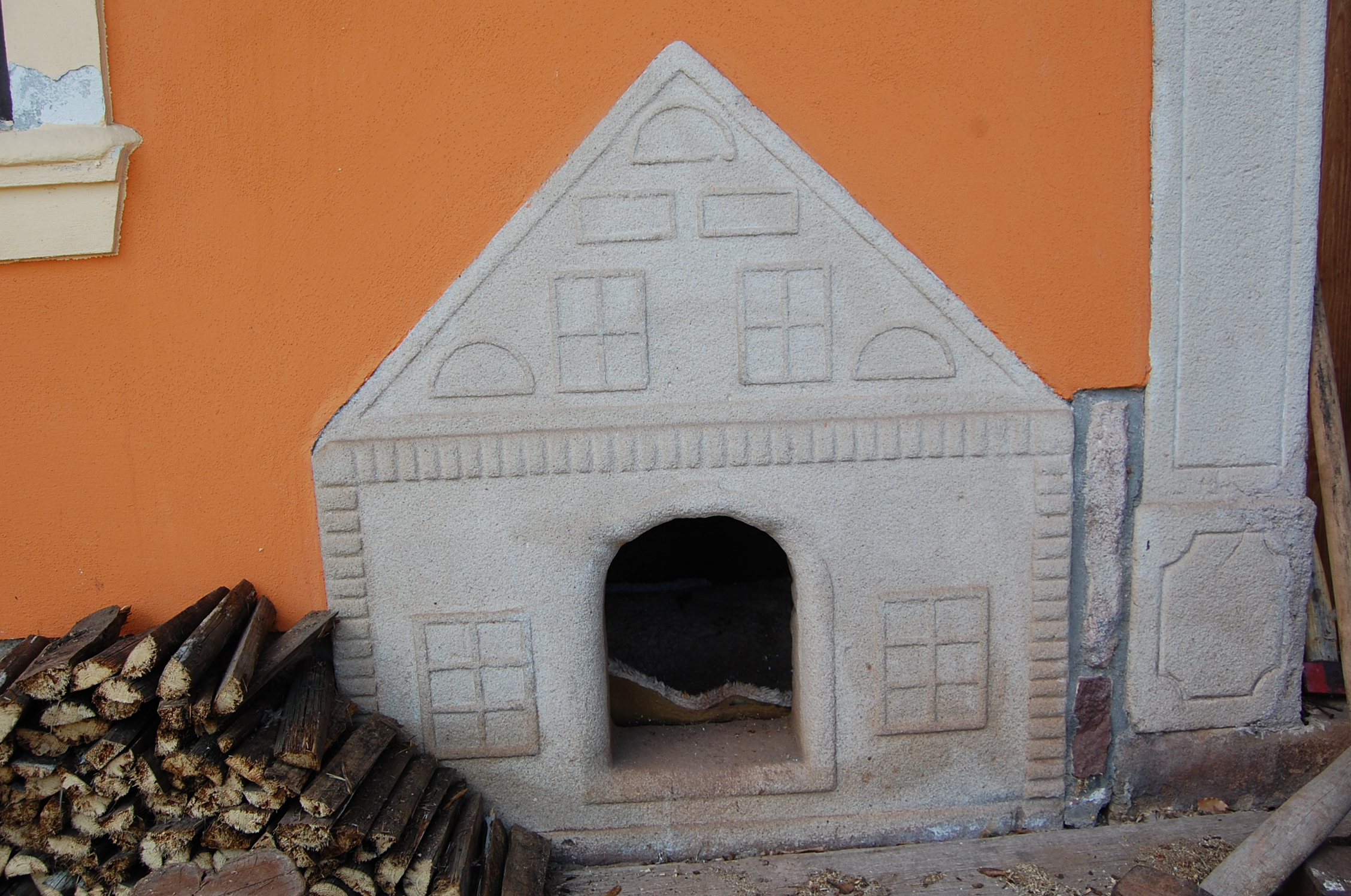
Stylizovaná psí bouda v Božanově